# Polesje (obwód jarosławski)
Polesje (ros. Полесье) – wieś (dieriewnia) w Rosji, w obwodzie jarosławskim, w rejonie jarosławskim. W 2010 liczyła 28 mieszkańców.